# Nagy Margit (régész)
Nagy Margit (Hódmezővásárhely, 1945. szeptember 28.) régész.

## Élete, munkássága
Budapesti Történeti Múzeum régésze és főmuzeológusa, a népvándorlás kori gyűjtemény kurátora. Számos ásatás vezetője és kiállítás rendezője.
A hódmezővásárhelyi Bethlen Gábor Gimnáziumban érettségizett. Az Eötvös Loránd Tudományegyetemen tanárai László Gyula és Bóna István. Doktori értekezésében a Közép-Tisza vidék 5–6. századi időszakát dolgozta fel. A gepida korszakról tárgy-, és viselettörténeti feldolgozásokat, enciklopédikus összefoglalásokat írt. B. Tóth Ágnessel együtt írta „Reallexikon der Germanischen Altertumskunde” gepida szócikkének régészeti fejezetét, amely magyarul is megjelent.
Publikációi a Duna-kanyar barbarikumi régészeti leletanyagához kapcsolódnak; a főváros területének hun, germán és avar korszakát tárgyalják. A budapesti avar lelőhelyek első gyűjteményes kiadásának szerzője. Több tanulmányában és az I. és a II. germán állatstílusról írt könyvében foglalkozott a népvándorláskor speciális, a művészettörténettel érintkező területének ikonográfiai kérdéseivel. A Kárpát-medence népvándorlás-koraközépkori iparművészeti alkotásait a korszak európai művészeti fejlődésének folyamatába helyezve, a modern szemléletű magyar ikonográfiakutatás megalapozója. A Rákoscsaba-Péceli úti császárkori barbár temetőről írt monográfiában Aquincummal, Pannonia fővárosával szemben fekvő Duna-part 2-4. századi lakossága népi összetételét, kapcsolatait elemezte. 
Klasszikus zenei témájú könyvek és tanulmányok műfordítója (Szvjatoszlav Richter, Msztyiszlav Rosztropovics, Galina Visnyevszkaja).

## Művei
- 1983 Szeged története (tsz.)
- 1984 Hódmezővásárhely története a legrégibb időktől a polgári forradalomig (tsz.)
- 1992 Kora avarkori sírleletek Budapestről. Megjegyzések az avarkori állatornamentikához. Early Avar grave finds from Budapest: Notes on the Avar Period Animal style. Archeologiai Értesítő 119, 15-42.
- 1997 Szentes és környéke az 1–6. században. A Móra Ferenc Múzeum Évkönyve – Studia Archaeologica 3, 39–95.
- 1998 Ornamenta Avarica I. Az avar kori ornamentika geometrikus elemei. Die geometrischen Elemente der awarenzeitlichen Ornamentik A Móra Ferenc Múzeum Évkönyve – Studia Archaeologica 4, 377-459.
- 1998 Gepiden. Archäologisches. In: Reallexikon der Germanischen Altertumskunde, Band 11. Berlin-New York, 118-131. (tsz.)
- 1998 Awarenzeitliche Gräberfelder im Stadtgebiet von Budapest I-II. Monumenta Avarorum Archaeologica. Vol. 2. Budapest.
- 1999. Ornamenta Avarica II. A fonatornamentika. Die Flechtbandornamentik. A Móra Ferenc Múzeum Évkönyve – Studia Archaeologica 5, 279-316.
- 2002 Die gepidischen Adlerschnallen und ihre Beziehungen. A gepida sasfejes csatok és kapcsolataik. Budapest Régiségei 36, 363-392.
- 2002 Gepidische Gräberfelder am Theissgebiet 1. Monumenta Germanorum Archaeologica Hungariae 1. (tsz.)
- 2002 Synkretistische Elemente in der frühawarenzeitlichen Ornamentik. Zur Frage der awarenzeitlichen Variante des Motivs “Maske bzw. Menschengesicht zwischen zwei Tieren”. Zalai Múzeum 11, 153-178.
- 2003 Hunkori férfisír Budapest-Zuglóból. In: Vándorutak – múzeumi örökség. Tanulmányok Bodó Sándor tiszteletére 60. születésnapja alkalmából . Budapest, 297–325.
- 2004 A hódmezővásárhely-kishomoki gepida temető (elemzés). A Móra Ferenc Múzeum Évkönyve – Studia Archaeologica 10, 129–239.
- 2004 Két késő római kori fegyveres sír az aquincumi canabae nyugati szélén. Budapest Régiségei 38, 231–315.
- 2005 Kora népvándorlás kori gyermeksír amulettekkel Mártélyról (Csongrád megye). 5th century child grave with amulets and iron bell from Mártély (Csongrád Country). Zalai Múzeum 14, 97-127.
- 2005 Gepidische Gräberfelder im Theissgebiet II. Monumenta Germanorum Archaeologica Hungariae Vol. 2, 64-202. (tsz.)
- 2005 Zwei spätrömerzeitliche Waffengräber am Westrand der Canabae von Aquincum. Acta Archaeologica Hungarica 56, 403-486.
- 2007 Állatábrázolások és az I. germán állatstílus a Közép-Duna-vidéken (Kr. u. 3–6. század). Tierdarstellungen und der germanische Tierstil I. im Gebiet der mittleren Donau (3.– 6. Jahrhundert n. Chr.) Monumenta Germanorum Archaeologica Hungariae 5. Budapest.
- 2007 Kora népvándorláskori sírleletek Budapest területéről. Grabfunde aus der Völkerwanderungszeit im Gebiet von Budapest. Budapest Régiségei 40, 95–155.
- 2010 A Hun-Age Burial with Male Skeleton and Horse Bones Found in Budapest. In: Neglected Barbarians – Studies in the Early Middle Ages 32. Brepols, 137–175.
- 2012 Langobard sírok Budapest-Óbuda/Aquincumból. Langobardische Gräber aus Budapest-Óbuda/Aquincum. In: Thesaurus Avarorum – Régészeti Tanulmányok Garam Éva tiszteletére. Budapest, 141–174.
- 2014 Megjegyzések a Budapest, XVII. Rákoscsaba-Péceli út mellett és a Madaras-Halmokon (Bács-Kiskun m.) feltárt császárkori temetők temetkezési szokásaihoz. Remarks on the burial custom noted in the Roman Period cemeteries uncovered at Budapest, District XVII, Rákoscsaba-Péceli út and Madaras-Halmok (County Bács-Kiskun). In: Avarok pusztái. Budapest, 115-160.
- 2017 Vom spätantiken Erbe zu den Anfängen der Romanik. Handbuch zur Geschichte der Kunst in Ost-mitteleuropa 1, Berlin, München, 293-295; 312-319.
- 2018 A Budapest, XVII. Rákoscsaba, Péceli úti császárkori barbár temető (Kr. u. 2–4. század) I-II. Budapest
- 2023 Das jüngerkaiserzeitliche Gräberfeld von Budapest-Rákoscsaba, Péceli út (2.–4. Jahrhundert n. Chr.) – Ein grenznaher Fundort im Barbaricum gegenüber Aquincum.Teil I. Beschreibung der Gräber und Funde. Teil II. Analysis. Monumenta Archaeologica Barbarorum inter Pannoniam Daciamque I/1-2.Redigunt Zsófia Masek – Tivadar Vida. Budapest.
- 2023 Konstruált rekonstrukció — egy eltévesztett „azonosítás” nyomán. Hol volt valójában a hódmezővásárhely-kishomoki, 1966‒1969-ben feltárt gepida temető? - A constructed reconstruction – searching for clues in a mis-localisation case. Where was actually the Gepid cemetery of Hódmezővásárhely-Kishomok (unearthed in 1966–1969)? Tornyai János Múzeum Évkönyve V. Hódmezővásárhely, 45-78.